# Nature Bears a Vacuum
Nature Bears a Vacuum är en 7"-EP av indierockbandet The Shins. Skivan släpptes på skivbolaget Omnibus Records år 1999.

## Låtlista
1. Those Bold City Girls
2. Eating Styes from Elephant Eyes
3. We Built a Raft and We Floated
4. My Seventh Rib